# Carbazochrome
Carbazochrom là một chất chống xuất huyết, sẽ làm giảm lưu thông máu bằng cách gây ra sự kết tụ và kết dính của tiểu cầu trong máu để hình thành một nút tiểu cầu, ngừng chảy máu từ vết thương hở. Người ta hi vọng rằng loại thuốc này có thể được sử dụng trong tương lai để ngăn ngừa chảy máu quá nhiều trong quá trình phẫu thuật và điều trị bệnh trĩ, tuy nhiên nghiên cứu về hiệu quả của nó và mức độ nghiêm trọng của các tác dụng phụ vẫn chưa được kết luận.
Với troxerutin, thuốc đã được nghiên cứu để sử dụng trong điều trị bệnh trĩ.

## Chỉ định
Xuất huyết mao mạch và nhu mô (chấn thương, cắt amidan, trong khi phẫu thuật), chảy máu đường ruột, ban xuất huyết giảm tiểu cầu.

## Cơ chế hoạt động
Carbazochrome, các semicarbazone của adrenochrome, tương tác với α-adrenoreceptors trên bề mặt của tiểu cầu, được cùng với Gq protein và khởi phát con đường PLC IP3/DAG để tăng nồng độ calci trong tế bào tự do với những tác động tiếp theo như sau:
- Kích hoạt PLA2 và gây ra con đường axit arachidonic thành endoperoxits tổng hợp (TxA2, thromboxane A2)
- Calci liên kết với peaceodulin sau đó liên kết và kích hoạt kinase chuỗi nhẹ myosin, điều này sẽ cho phép cầu nối myosin liên kết với sợi Actin và cho phép bắt đầu co lại. Điều này sẽ thay đổi hình dạng của tiểu cầu và tạo ra sự giải phóng serotonin, ADP, vWF (yếu tố Von Willebrand), PAF (yếu tố kích hoạt tiểu cầu) để thúc đẩy sự kết tụ và kết dính hơn nữa.

## Vectơ
Do khả năng hòa tan trong nước kém, trước tiên thuốc phải được hòa tan hoàn toàn trong rượu, chất béo tan chảy (bơ) hoặc dầu thực vật (để hỗ trợ hấp thu) và sau đó ăn vào.